# Lagoa do Sapo
Lagoa do Sapo é um acidente geográfico do município de Batayporã, no estado de Mato Grosso do Sul.